# Pont Charlestown
Le Pont Charlestown ou Charlestown Bridge appelé parfois North Washington Street Bridge est un pont qui franchit la Rivière Charles à Boston aux États-Unis. Pont routier anciennement ferroviaire, il a été mis en service en 1900. L'itinéraire du Freedom Trail emprunte ce pont.
Le pont Charlestown se trouve à proximité et est parallèle au Pont Zakim (en).